# Zvětšený kvintakord

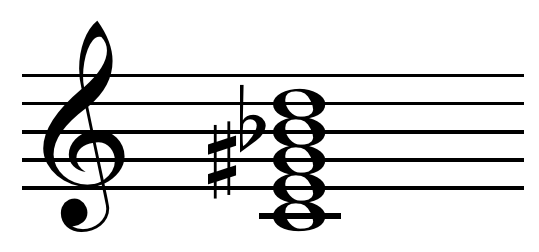
Nónový akord založený na zvětšeném kvintakordu.

Zvětšený kvintakord je alterovaný trojzvuk, který je používán především v jazzu a vážné hudbě, použití v lidové nebo populární evropské hudbě je spíše výjimečné.
Jedná se o kvintakord, který sestává ze dvou velkých tercií (např. c+e+gis, es+g+h, ...). Značí se obvykle velkým písmenem označujícím základní tón doplněným příponou aug (zkratka za augmented = zvýšený) nebo (ve střední Evropě častěji) horním indexem 5+, případně jen +:
- {\displaystyle Caug\,\!}
- {\displaystyle C^{5+}\,\!}
- {\displaystyle C^{+}\,\!}

## Složení zvětšeného kvintakordu
| Značka akordu                | Základní tón | Velká tercie | Zvětšená kvinta |
| ---------------------------- | ------------ | ------------ | --------------- |
| {\displaystyle C^{5+}\,\!}   | c            | e            | gis             |
| {\displaystyle G^{5+}\,\!}   | g            | h            | dis             |
| {\displaystyle D^{5+}\,\!}   | d            | fis          | ais             |
| {\displaystyle A^{5+}\,\!}   | a            | cis          | eis (=f)        |
| {\displaystyle E^{5+}\,\!}   | e            | gis          | his (=c)        |
| {\displaystyle H^{5+}\,\!}   | h            | dis          | fisis (=g)      |
| {\displaystyle F^{\#5+}\,\!} | fis          | ais          | cisis (=d)      |
| {\displaystyle C^{\#5+}\,\!} | cis          | eis (=f)     | gisis (=a)      |
| {\displaystyle A^{b5+}\,\!}  | as           | c            | e               |
| {\displaystyle E^{b5+}\,\!}  | es           | g            | h               |
| {\displaystyle B^{b5+}\,\!}  | b            | d            | fis             |
| {\displaystyle F^{5+}\,\!}   | f            | a            | cis             |

## Obraty
U tohoto akordu mají obraty spíše teoretický význam - jelikož se jedná o symetrický trojzvuk, jeho obraty znějí také jako zvětšený kvintakord, jak ukazuje následující příklad (i když zápis je odlišný):
- {\displaystyle C^{5+}=c,e,gis\,\!}
- jeho první obrat (sextakord) je {\displaystyle e,gis,c=E^{5+}\,\!}(E5+ však obsahuje tóny e+gis+his)
- jeho druhý obrat (kvartsextakord) je {\displaystyle gis,c,e=G^{\#5+}\,\!}(= gis+his+disis)

Akordy {\displaystyle C^{5+},E^{5+},G^{\#5+}\,\!} obsahují stejně znějící tóny; liší se pouze tím, který z nich je označen jako základní. To ovšem platí jen pro temperované ladění; v čistém ladění zní každý z těchto akordů poněkud odlišně.

## Harmonická funkce
Tento akord se ve skladbách založených na běžných stupnicích vyskytuje na III. stupni harmonické moll (např. v a moll: c+e+gis). Lze s ním například vyjádřit libovolný stupeň celotónové stupnice. V klasické hudbě se často používá jako (alterovaná) dominanta.
Vyznění zvětšeného kvintakordu je specificky ambivalentní - na jedné straně se skládá z optimistických durových tercií, ale současně obsahuje zvětšenou kvintu, enharmonicky shodnou s malou sextou, která působí tísnivě a melancholicky.